# Клермон Саве
Клермон Саве (фр. Clermont-Savès) насеље је и општина у јужној Француској у региону Миди Пирене, у департману Жерс која припада префектури Ош.
По подацима из 2011. године у општини је живело 251 становника, а густина насељености је износила 49,22 становника/km². Општина се простире на површини од 5,1 km². Налази се на средњој надморској висини од 154 метара (максималној 216 m, а минималној 154 m).

## Демографија
| 1962. | 1968. | 1975. | 1982. | 1990. | 1999. | 2011. |
| ----- | ----- | ----- | ----- | ----- | ----- | ----- |
| 69    | 84    | 100   | 109   | 137   | 164   | 251   |

График промене броја становника у току последњих година